# 马逸姿
马逸姿（？—？），字隽伯，陕西武功人。清朝官员。

## 生平
马逸姿为清康熙年间武功人，马琾嗣子，承袭官爵，历任电州知州、刑部员外郎、兵部郎中、苏松粮道道台、江苏按察使、安徽布政使等职。
康熙四十一年（1702年），马逸姿任苏松常镇四府粮储道 
康熙四十六年（1707年），马逸姿任江苏按察使 。
康熙五十年（1711年），安徽布政使马逸姿担任江南乡试提调官，负责封录、送卷等事宜，卷入辛卯科场案，前任安徽巡抚叶九思的家人李奇供出将300两黄金转给马逸姿的家人轩三。马逸姿被判流放。
马逸姿隐居多年后，起用为直隶子牙河分司主官，病故于任所。 